# Medetera aequalis
Medetera aequalis är en tvåvingeart som beskrevs av Van Duzee 1919. Medetera aequalis ingår i släktet Medetera och familjen styltflugor. Inga underarter finns listade i Catalogue of Life.